# Alpinia austrosinense
Alpinia austrosinense là một loài thực vật có hoa trong họ Gừng. Loài này được Ding Fang (Phương Đỉnh) mô tả khoa học đầu tiên năm 1982 dưới danh pháp Amomum austrosinense. Năm 2015, Pu Zou và Yu-Shi Ye chuyển nó sang chi Alpinia. Rất gần với Alpinia pumila (花叶山姜 , hoa diệp sơn khương) về mặt hình thái học.

## Phân bố
Loài này tìm thấy tại đông nam Trung Quốc (Quảng Đông, Quảng Tây, Quý Châu). Môi trường sống là rừng, ở cao độ 700-1.000 m
Tên gọi trong tiếng Trung là 三叶豆蔻 (tam diệp đậu khấu, nghĩa là đậu khấu ba lá).

## Mô tả
Cây cao khoảng 50 cm. Lá 1-3, thường là 2; bẹ lá có sọc; lưỡi bẹ 2 thùy, 3–6 mm, có lông măng; cuống lá 0,5–5 cm, có lông măng; phiến lá hình elip hẹp hoặc thuôn dài, hiếm khi hình trứng đến hình mác ngược, 10-40 × 3,5–11 cm, nhẵn nhụi ngoại trừ có lông măng dọc theo gân giữa, đáy hình nêm đến rộng như vậy, đôi khi xiên, mép lá dày dặc lông rung, đỉnh nhọn. Cụm hoa dạng bông 3–6 cm; cuống 4–6 cm; lá bắc hình trứng ngược hoặc thuôn dài, 1,2-1,5 cm × 5–8 mm, có 1-2 hoa; không có lá bắc con. Đài hoa màu trắng ở gốc, màu tía ở phía xa, khoảng 1,6 cm, có lông măng, đỉnh 3-4 răng. Ống tràng hoa khoảng 1,8 cm, có lông măng; các thùy màu trắng pha chút ánh đỏ, thuôn dài, khoảng 1,5 cm × 5 mm. Các nhị lép bên màu đỏ, thẳng, 5–6 mm. Cánh giữa môi dưới màu trắng với các vạch màu đỏ, hình trứng ngược, khoảng 1,3 cm × 9 mm, mép có khía răng cưa thô, đỉnh 2 thùy. Bao phấn màu đỏ, 8–9 mm; phần phụ liên kết 2 thùy, nhỏ. Bàu nhụy có lông tơ dày dặc. Quả nang hình cầu, đường kính 0,8-1,4 cm, có lông tơ màu đỏ, đỉnh có đài hoa bền. Ra hoa tháng 6. 2n = 48.